# 7 mm-08 Remington
Die Patrone 7 mm-08 Remington ist eine von Remington Arms eingeführte Gewehrpatrone für Jagd- und Sportzwecke.

## Beschreibung
Die 7mm-08 Remington ist eine Abwandlung der .308 Winchester mit einem etwas kleineren Geschossdurchmesser. Die Patrone wurde 1958 aus der .308 entwickelt und von Remington Arms im Jahr 1980 unter der Bezeichnung 7mm-08 Remington als Zentralfeuerpatrone auf den Markt gebracht. Sie ist in den USA ein beliebtes Kaliber, vergleichbar mit der .308 Winchester und der .260 Remington. Die Patrone eignet sich jagdlich für alle in Deutschland vorkommenden Wildarten und hat aufgrund ihres besseren ballistischen Koeffizienten eine flachere Flugbahn als die .308. Anders als die .308, ist die 7 mm-08 Remington keine Militärpatrone und kann daher in Ländern eingesetzt werden, in denen die jagdliche Verwendung von Waffen mit Militärkaliber untersagt ist.

## Verwandte Patronen
- .308 Winchester (1951) – .308 in (7,620 mm)
- .260 Remington – .264 in (6,5 mm)
- .243 Winchester – .243 in (6,17 mm)